# 鄧巴
鄧巴（Dunbar i/dʌnˈbɑːr/）是位於蘇格蘭東洛錫安的一個鎮，位於愛丁堡東部45（28英里）。它從前是皇家自治鎮，亦有較大的同名教區存在。在蘇格蘭宗教改革以前，鄧巴城堡是當地的要塞，但之後被毀，今天僅存遺址。

## 友好城市
- 法國 利涅尔

## 外部連結
- 官方网站
- East Lothian Council
- eastlothian.gov.uk Eastlothian.gov.uk[]
- John Muir's Birthplace, John Muir Birthplace Trust （页面存档备份，存于）
- Dunbar Golf Club （页面存档备份，存于）
- Dunbar SciFest
- SciFest iPhone App